# Přechodné kovy
Jako přechodné kovy (přechodové kovy, tranzitivní kovy, tranzitivní prvky) jsou podle doporučení IUPAC označovány všechny prvky d-bloku periodické tabulky prvků, včetně zinku, kadmia, rtuti a kopernicia, tj. skupin 3–12. IUPAC ve svém platném doporučení připouští, že někdy se do přechodných prvků nezahrnuje skupina 12. Také předběžně navrhované doporučení nového názvosloví anorganické chemie již definuje jako přechodné prvky pouze prvky skupin 3–11 a výslovně již zahrnuje i lanthanoidy a aktinoidy, tedy vnitřně přechodné prvky.
Název "přechodné" či „přechodové“ vyjadřuje postavení těchto prvků v periodické tabulce prvků. V každé z period, ve kterých se vyskytují, vykazují tyto prvky postupné přidávání elektronů do atomových orbitalů d. Přechodné prvky tak představují přechod mezi skupinou „2“ kovů alkalických zemin (vápníkem, stronciem, baryem) a skupinou „13“ (galium, indium, thalium).

## Seznam přechodných kovů
(včetně skupiny 12)
| Skupina    | 3 (III B) | 4 (IV B) | 5 (V B) | 6 (VI B) | 7 (VII B) | 8 (VIII B) | 9 (VIII B) | 10 (VIII B) | 11 (I B) | 12 (II B) |
| ---------- | --------- | -------- | ------- | -------- | --------- | ---------- | ---------- | ----------- | -------- | --------- |
| 4. perioda | Sc 21     | Ti 22    | V 23    | Cr 24    | Mn 25     | Fe 26      | Co 27      | Ni 28       | Cu 29    | Zn 30     |
| 5. perioda | Y 39      | Zr 40    | Nb 41   | Mo 42    | Tc 43     | Ru 44      | Rh 45      | Pd 46       | Ag 47    | Cd 48     |
| 6. perioda | *         | Hf 72    | Ta 73   | W 74     | Re 75     | Os 76      | Ir 77      | Pt 78       | Au 79    | Hg 80     |
| 7. perioda | **        | Rf 104   | Db 105  | Sg 106   | Bh 107    | Hs 108     | Mt 109     | Ds 110      | Rg 111   | Cn 112    |

Lanthanoidy(*) a aktinoidy(**) se označují jako vnitřně přechodné prvky

## Vlastnosti
Přechodné kovy vykazují vysokou pevnost v tahu, hustotu, teplotu tání a varu. Tyto i jiné vlastnosti jsou u přechodových kovů způsobeny schopností jejich d elektronů delokalizovat se v prostředí kovové mřížky. U kovových látek je kov tím pevnější, čím více elektronů je společných – sdílených mezi atomovými jádry (kovová vazba).

### Typické vlastnosti přechodných kovů
- Jejich sloučeniny jsou často barevné
- Vysoká variabilita oxidačního čísla
- Nejméně jedna jejich sloučenina nemá plně obsazené d orbitaly
- Často jsou součástí katalyzátorů
- Za laboratorní teploty jsou pevné (mimo rtuti)
- Tvoří komplexní sloučeniny
- Často jsou paramagnetické

## Vnitřně přechodné prvky
V analogii k přechodovým prvkům je používán také výraz vnitřně přechodné prvky, kterým se označují prvky f-bloků periodické tabulky prvků. Jedná o lanthanoidy (prvky s atomovým číslem 57–71) a aktinoidy (prvky s atomovým číslem 89–103).